# آي. هوارد مارشال
آي. هوارد مارشال (بالإنجليزية: I. Howard Marshall)‏ هو عالم عقيدة وأستاذ جامعي بريطاني، ولد في 12 يناير 1934 في اسكتلندا في المملكة المتحدة، وتوفي في 12 ديسمبر 2015.